# Parathesis zuliana
Parathesis zuliana är en viveväxtart som beskrevs av C.L. Lundell. Parathesis zuliana ingår i släktet Parathesis och familjen viveväxter. Inga underarter finns listade i Catalogue of Life.